# Contre-interrogatoire
Un contre-interrogatoire est l'interrogation d'un témoin ou d'un accusé par l'avocat de la partie adverse .

## Droit par État

### Droit canadien

#### Droit pénal canadien
En droit pénal canadien, le contre-interrogatoire a lieu pendant le procès après l'interrogatoire principal, en vertu des règles du Code criminel. Selon le Directeur des poursuites criminelles et pénales, le contre-interrogatoire sert à soulever des lacunes dans le témoignage du témoin choisi par la partie adverse.

#### Droit civil québécois
En droit civil québécois, le contre-interrogatoire est également prévu par les dispositions du Code de procédure civile du Québec, notamment l'article 280 (3) CPC.

### Droit français
Le contre-interrogatoire est peu utilisé en droit français  puisque le droit français repose essentiellement sur une procédure inquisitoire.